# ハリガネムシ
ハリガネムシ（針金虫）とは、類線形動物門ハリガネムシ綱（線形虫綱）ハリガネムシ目に属する生物の総称。

## 概要
ミミズなどとは異なり体に伸縮性がなく、のたうち回るような特徴的な動き方をする。体は左右対称で、種類によっては体長数 cmから1 mに達し、直径は1 - 3 mmと細長い。内部には袋状の体腔がある。表面はクチクラで覆われていて体節はない。また、クチクラで覆われているため乾燥すると針金のように硬くなることからこの名がついた。
カマキリやカマドウマ・バッタ・キリギリス・ゴミムシ・コオロギ・ミズスマシ・ゲンゴロウなどといった昆虫類の寄生虫として知られている。地方によっては「ゼンマイ」とも呼ばれる。アメリカでは馬の毛が水に落ちてハリガネムシになる、という俗信からhorsehair wormという俗称がある。
世界中で記載されているのは326種（2014年時点）であるが、実際には2,000種以上いるといわれている。日本では14種（2014年時点）が記載されている。
なお、茶色で体節の目立つ、ジャガイモや大根などの害虫として知られている「ハリガネムシ」は、コメツキムシの仲間の幼虫である。

## 生活史
水生生物であるが、生活史の一部を昆虫類に寄生して過ごす。
オスとメスが水の中でどのように相手を捜し当てるかは不明だが、雄雌が出会うと巻き付き合い、オスは二叉になった先端の内側にある孔から精泡（精子の詰まった嚢）を出し、メスも先端を開いて精泡を吸い込み受精させる。メスは糸くずのような卵塊（受精卵の塊）を大量に生む。
1、2か月かけて卵から孵化した幼生は川底でうごめき、濾過摂食者の水生昆虫が取り込む。幼生は身体の先端に付いたノコギリで腸管の中を進み、腹の中で「シスト」の状態になる。「シスト」は自分で殻を作って休眠した状態であり、-30℃の冷凍下でも死なない。
水生昆虫（カゲロウ・ユスリカなど）が羽化して陸に飛び、カマキリ・カマドウマなどの陸上生物に捕食されると寄生し、2 - 3か月の間に腹の中で成長する。まれに何らかの要因でシストもしくは幼生のまま水辺近くの草の露に排出され、それを草ごと摂取したバッタやコオロギなどの草食性昆虫に偶発的に寄生することもある。また、寄生された昆虫は生殖機能を失う。成虫になったハリガネムシは宿主の脳にある種のタンパク質を注入し、宿主を操作して水に飛び込ませる。宿主が魚やカエルなどの捕食者に食べられた場合は共に死んでしまうが、その前に宿主の尻から脱出すると、池や沼、流れの緩やかな川などの水中で自由生活し、交尾・産卵を行う。
カワゲラをはじめとする水生昆虫類から幼生および成体が見つかることがある。また、昆虫ではなくイワナなどの魚の内臓に寄生する場合もある。
ヒトへの寄生例が数十例あるようだが、いずれも偶発的事象と見られている。ハリガネムシを手に乗せると、爪の間から体内に潜り込むと言われることがあるが、全くの俗説で、成虫があらためて寄生生活にはいることはない。

## 生態系にて果たす役割
寄生虫であるハリガネムシが河川に飛び込ませた宿主であるカマドウマやキリギリス類は、イワナやヤマメ、アマゴなど、渓流に住む河川性サケ科魚類の貴重なエネルギー源となっている。神戸大学大学院理学研究科准教授の佐藤拓哉らによる調査結果では、渓流のサケ科の魚が年間に得る総エネルギー量の約6割を、秋の3か月程度に川に飛び込む寄生されたカマドウマで占めている。カマドウマなど陸の虫が川の中に入ってくることで、川の水生昆虫はあまり食べられなくなり、水生昆虫類の餌である藻の現存量が減り、落ち葉の分解速度が促進される。カマドウマを飛び込ませないようにすると魚は水生昆虫を食べるようになり、その結果藻が増え、落ち葉の分解が遅れ、生態系が変わってしまった。佐藤らは、ハリガネムシのような寄生虫が森林と河川の生態系に影響をおよぼしていることを、世界で初めて実証した。
なお、このような経緯の中でハリガネムシも一緒に魚に食われる例もあるが、その数は少ないという。これは宿主昆虫が水中に入ってすぐに脱出が行われることにより、またいったんは喰われた場合も口や鰓から脱出することも出来るので、宿主と共に喰われてしまう例は少ないらしい。その点でハリガネムシの受ける害は多くない。さらに宿主昆虫を魚が食うことで水生昆虫が減少しないことは、ハリガネムシにとっては翌年に生まれた幼生が侵入する中間宿主が多数存在することを意味するので、むしろ利益となると思われる。
ハリガネムシが寄生する昆虫が川に落ちるのは、主にゴミムシに寄生する北海道では6-7月頃がピークで、本州では秋である。
また、ハリガネムシに操られたカマキリは水面の反射光に含まれる水平偏光に誘引されることで水に飛び込むことが判っているが、道路のアスファルトも同様の反射光を発生させる。このため、秋に道路上で死ぬカマキリが多いのは、ハリガネムシに寄生された一部のカマキリが水面と間違えてアスファルトを目指すためと考えられている。

## 分類
Gordiidae May, 1919
- Acutogordius Heinze, 1952
- Gordius Linnaeus, 1758
  - Gordius ogatai Inoue, 1952 オガタハリガネムシ
  - Gordius robustus Leidy, 1851 フトハリガネムシ

Chordodidae May, 1919
- Beatogordius Heinze, 1934
- Gordionus Müller, 1927
- Parachordodes Camerano, 1897
- Paragordionus Heinze, 1935
- Semigordionus Heinze, 1952
- Paragordiinae Heinze, 1935
  - Pseudogordius Yeh and Jordan, 1957
    - Pseudogordius tanganykae Yeh et Jordan, 1957 タンガニーカハリガネムシ

  - Digordius Kirjanova, 1950
  - Paragordius Camerano, 1897
  - Progordius Kirjanova, 1950
- Chordodinae Heinze, 1935
  - Chordodes Creplin, 1847
    - Chordodes japonensis Inoue, 1979 ニホンザラハリガネムシ[21]

  - Dacochordodes Capuse, 1965
  - Euchordodes Heinze, 1937
  - Lanochordodes Kirjanova, 1950
  - Neochordodes Carvalho, 1942
  - Noteochordodes Miralles and Villalobos, 2000
  - Pantachordodes Heinze, 1954
  - Pseudochordodes Carvalho, 1942
  - Spinochordodes Kirjanova, 1950